# Hagla similis
Hagla similis là một loài côn trùng trong họ Haglidae thuộc bộ Orthoptera. Loài này được Giebel miêu tả năm 1856.